# Adelajda Orleańska (1698–1743)
Batylda z Chartres, fr. Bathilde de Chartres, właśc. Maria Ludwika Adelajda Orleańska, fr. Marie Louise Adélaïde d'Orléans (ur. 13 sierpnia 1698 w Wersalu, zm. 10 lutego 1743 w Paryżu) – francuska benedyktynka, w 1719–1743 ksieni Chelles.

## Życiorys
Adelajda, bo tym imieniem zwracali się do niej bliscy, urodziła się jako córka Filipa II (1674–1723), księcia Orleanu, i jego żony Franciszki Marii de Bourbon (1677–1749), za panowania Ludwika XIV Wielkiego (1638–1715), który jednocześnie był dla niej dziadkiem (w linii żeńskiej) i stryjecznym dziadkiem (w męskiej). Miała sześcioro rodzeństwa, siostry: starszą Marię Ludwikę (1695–1719), młodsze Karolinę Aglaię (1700–1761), Ludwikę Elżbietę (1709–1742), Filipinę Elżbietę (1714–1734) i Ludwikę Dianę (1716–1736), oraz brata Ludwika (1703–1752). Dzieciństwo spędziła, mieszkając w pałacu wersalskim. Z dniem urodzenia otrzymała od króla tytuł honorowy panny z Chartres (fr. Mademoiselle de Chartres), który przysługiwał jej do 1710, kiedy to starsza siostra wyszła za mąż, a samą Adelajdę zaczęto tytułować panną orleańską (fr. Mademoiselle d'Orléans).
W wieku nastoletnim nawiązała bliskie relacje z siostrami Marią Ludwiką i Karoliną Aglaią. Jednak to Adelajda była uważana na najurodziwszą i najbardziej wdzięczną z córek orleańskich, będąc ulubienicą babki Elżbiety Karoliny Wittelsbach (1652–1722). Odebrała staranne wychowanie, typowe dla panien dworskich jej czasów. Wykazywała szczególne uzdolnienia muzyczne i taneczne. Obok tego interesowała się filozofią i teologią oraz naukami przyrodniczymi, poprzez samokształcenie rozwijała wiedzę z zakresu fizjologii i chirurgii człowieka.
Rodzice rozważali wydać ją za mąż za Ludwika Augusta (1700–1755), księcia Dombes, najstarszego syna Ludwika Augusta (1670–1736), księcia Maine, i Ludwiki Benedykty de Bourbon-Condé (1676–1753). Jednak bardzo pobożna Adelajda nie wzbudziła uwagi młodego księcia, która jednak swatała go z młodszą siostrą Karoliną Aglaią. Kolejnym kandydatem do ręki Adelajdy był Jakub Franciszek Stuart (1688–1766), pretendent do tronu Wielkiej Brytanii, który zrezygnował z zalotów, zorientowawszy się, że narzeczona jest znacznie lepiej wykształcona.
Chcąc rozwijać się duchowo i intelektualnie, Adelajda postanowiła wstąpić do zakonu. W sierpniu 1718 złożyła śluby wieczyste w zgromadzeniu benedyktynek w Paryżu i przyjęła imię zakonne Batylda. Wkrótce, w wieku 21 lat, została wyznaczona na następczynię ksieni Chelles przez niedoszłego teścia, regenta króla Ludwika XV Ukochanego (1710–1774). 6 czerwca 1719 objęła koadiuturę nad opactwem, z pełnią praw podejmowania decyzji. W 1720 uzyskała podobny urząd dla opactwa w Noyon, ale nigdy go nie objęła. W marcu 1723, po śmierci poprzedniczki Charlotty Agnès de Villars (ur. 1654), odbył się ingres do kościoła opackiego w Chelles. Jako ksieni dbała o poprawę warunków sanitarnych klasztoru i miasta, budując ujęcie wody. Założyła też szkołę klasztorną dla dziewcząt w Nevers.
Była miłośniczką sztuki i mecenaską muzyki. W 1720–1721 przy okazji ślubu siostry Karoliny Aglai odbyła podróż do północnych i środkowych Włoch. Z jej inicjatywy w 1719–1731 funkcję kapelmistrza opactwa i „superintendenta komnat ksieni” pełnił Jean-Baptiste Morin (1677–1745).
Zmarła w 1743 w Paryżu w czasie rekonwalescencji po źle przebytej ospie. Została pochowana w tamtejszym kościele Val-de-Grâce.

## W literaturze
Adelajda Orleańska pojawia się dwukrotnie jako postać utworów literacko-fabularnych. Polskiemu czytelnikowi może być znana jako bohaterka Córki regenta (1845) Aleksandra Dumasa. Autor charakteryzuje ją jako kobietę piękną i powabną, ale „osobliwą”, interesującą się polowaniem i fechtunkiem, wykazującą zainteresowania nie tylko muzyką, ale też chemią i medycyną.

## Przodkowie
| Prapradziadkowie               | kr. Francji Henryk IV Wielki (1553–1610) ∞1600 Maria Medycejska (1575–1642)                | kr. Hiszpanii Filip III (1578–1621) ∞1599 Małgorzata Rakuszanka (1584–1611)                | kr. Czech palatyn Reński Fryderyk V Zimowy (1596–1632) ∞1613 Elżbieta Stuart (1596–1662)   | landgraf Hesji-Kassel Wilhelm V Stały (1602–1637) ∞1736 Amelia Elżbieta z Hanau (1602–1651) | kr. Francji Henryk IV Wielki(1553–1610) ∞1600 Maria Medycejska (1575–1642)                | kr. Hiszpanii Filip III (1578–1621) ∞1599 Małgorzata Rakuszanka (1584–1611)               | Gaspard de Rochechouart (1575–1643) ks. Mortemart ∞? Louise de Maure (1575–?)             | Jean de Grandseigne (?–?) markiz Marsillac ∞? Catherine de La Béraudière (?–?)            |
| Pradziadkowie                  | kr. Francji, Ludwik XIII Sprawiedliwy(1601–1641) ∞1615 Anna Habsburżanka (1601–1666)       | kr. Francji, Ludwik XIII Sprawiedliwy(1601–1641) ∞1615 Anna Habsburżanka (1601–1666)       | palatyn Reński, Karol Ludwik (1617–1680) ∞1650 Karolina Heska-Kassel (1627–1685)           | palatyn Reński, Karol Ludwik (1617–1680) ∞1650 Karolina Heska-Kassel (1627–1685)            | kr. Francji, Ludwik XIII Sprawiedliwy (1601–1641) ∞1615 Anna Habsburżanka (1601–1666)     | kr. Francji, Ludwik XIII Sprawiedliwy (1601–1641) ∞1615 Anna Habsburżanka (1601–1666)     | Gabriel de Rochechouart (1600–1675), ks. Mortemart ∞1632 Diane de Grandseigne (1615–1666) | Gabriel de Rochechouart (1600–1675), ks. Mortemart ∞1632 Diane de Grandseigne (1615–1666) |
| Dziadkowie                     | Filip I Orleański (1640–1701), ks. Orleanu ∞1671 Elżbieta Karolina Wittelsbach (1652–1722) | Filip I Orleański (1640–1701), ks. Orleanu ∞1671 Elżbieta Karolina Wittelsbach (1652–1722) | Filip I Orleański (1640–1701), ks. Orleanu ∞1671 Elżbieta Karolina Wittelsbach (1652–1722) | Filip I Orleański (1640–1701), ks. Orleanu ∞1671 Elżbieta Karolina Wittelsbach (1652–1722)  | kr. Francji, Ludwik XIV Wielki (1638–1715) x Franciszka de Rochechouart (1641–1707)       | kr. Francji, Ludwik XIV Wielki (1638–1715) x Franciszka de Rochechouart (1641–1707)       | kr. Francji, Ludwik XIV Wielki (1638–1715) x Franciszka de Rochechouart (1641–1707)       | kr. Francji, Ludwik XIV Wielki (1638–1715) x Franciszka de Rochechouart (1641–1707)       |
| Rodzice                        | Filip II Orleański (1674–1723), ks. Orleanu ∞1692 Franciszka Maria de Bourbon (1677–1749)  | Filip II Orleański (1674–1723), ks. Orleanu ∞1692 Franciszka Maria de Bourbon (1677–1749)  | Filip II Orleański (1674–1723), ks. Orleanu ∞1692 Franciszka Maria de Bourbon (1677–1749)  | Filip II Orleański (1674–1723), ks. Orleanu ∞1692 Franciszka Maria de Bourbon (1677–1749)   | Filip II Orleański (1674–1723), ks. Orleanu ∞1692 Franciszka Maria de Bourbon (1677–1749) | Filip II Orleański (1674–1723), ks. Orleanu ∞1692 Franciszka Maria de Bourbon (1677–1749) | Filip II Orleański (1674–1723), ks. Orleanu ∞1692 Franciszka Maria de Bourbon (1677–1749) | Filip II Orleański (1674–1723), ks. Orleanu ∞1692 Franciszka Maria de Bourbon (1677–1749) |
| Adelajda Orleańska (1698–1743) |                                                                                            |                                                                                            |                                                                                            |                                                                                             |                                                                                           |                                                                                           |                                                                                           |                                                                                           |